# Albert Riera
Alberto Riera Ortega (n. 15 aprilie 1982, Manacor, Insulele Baleare⁠(d), Spania) este un fotbalist spaniol retras din activitate, care a jucat pe post de fundaș la echipe ca Mallorca, Galatasaray și Espanyol. Pe plan internațional, are prezențe la națională pentru Spania, Spania U-21 și Spania U-18⁠(d). După încheierea carierei, a devenit antrenor, și antrenează în prezent pe FC Girondins de Bordeaux.
A mai jucat la echipele RCD Mallorca, FC Girondins de Bordeaux, Espanyol Barcelona, Manchester City FC și FC Liverpool.